# ご近所探偵TOMOE
『ご近所探偵TOMOE』（ごきんじょたんていともえ）は、戸梶圭太の小説である。幻冬舎文庫刊。
WOWOWのドラマWで、2003年3月29日にテレビドラマ化された。主演は野波麻帆と宮藤官九郎。

## 概要
主人公は埼玉県さいたま市ひよどりが丘に住む、ともえと勝雄のラブラブ新婚カップル。ともえの正義感と好奇心と有り余った時間から、ご近所の様々な事件に巻き込まれてゆくセクシーバイオレンスコメディ。
幻冬舎文庫より3冊、ゴマブックスより1冊出版されている。また、携帯小説では「episode4」以降を読むことが出来た。
- ご近所探偵TOMOE　episode1　Crying Pusher　（文庫書下ろし、幻冬舎文庫、2001年、ISBN 4-344-40181-6）
- ご近所探偵TOMOE　episode2　Puzzling Killer　（文庫書下ろし、幻冬舎文庫、2002年、ISBN 4-344-40198-0）
- ご近所探偵TOMOE　episode3　Chasing REDFOX　（文庫書下ろし、幻冬舎文庫、2002年、ISBN 4-344-40198-0）
- ご近所探偵TOMOE　episode4　（携帯小説、ケータイ livedoor)
- ご近所探偵TOMOE　episode5　（携帯小説、ケータイ livedoor)
- ご近所探偵TOMOE　episode6　（携帯小説、ケータイ livedoor)
- ご近所探偵トモエ　TOMOE1　ものスゲー女がトンでいる！　（※「episode4」と同内容。　ゴマブックス、2008年、ISBN 978-4-7771-0665-3）

## テレビドラマ

### 出演者
- 石丸ともえ：野波麻帆
- 石丸勝雄：宮藤官九郎
- シューマッハ：IZAM
- 巴田千恵：浜丘麻矢
- ブルートータス：麿赤兒
- 阿久仏守雄：石橋蓮司
- レッドフォックス／サキ：原知佐子
- チヌガサ：カズ山本
- リー：武内享
- バイス：浜崎貴司

### スタッフ
- 原作：戸梶圭太
- 監督：堤幸彦
- 脚本：小原信治
- 主題歌：小島麻由美「ポルターガイスト」